# Gastrodorus
Gastrodoridae
Famille
Genre
Gastrodorus  est un genre éteint de crabes du Jurassique, le seul de la famille des Gastrodoridae.

## Liste des espèces
- † Gastrodorus neuhausensis von Meyer, 1864
- † Gastrodorus granulatus Förster, 1985

## Référence
- (de) von Meyer, 1864 : Briefliche Mitteilungen. Neues Jahrbuch für Mineralogie, Geognosie, Geologie und Petrefakten-Kunde. vol. 1864, p. 1-20.
- (en) van Bakel, Fraaije, Jagt & Artal, 2008 : An unexpected diversity of Late Jurassic hermit crabs (Crustacea, Decapoda, Anomura) in Central Europe. Neues Jahrbuch für Geologie und Paläontologie - Abhandlungen, vol. 250, n. 2, p. 137–156.

## Sources
- (en) De Grave & al., 2009 : A Classification of Living and Fossil Genera of Decapod Crustaceans. Raffles Bulletin of Zoology Supplement, n. 21, p. 1-109.